# Czarna (gemeente in powiat Łańcucki)
De gemeente Czarna is een landgemeente in het Poolse woiwodschap Subkarpaten, in powiat Łańcucki.
De zetel van de gemeente is in Czarna.
Op 30 juni 2004 telde de gemeente 10 770 inwoners.

## Oppervlakte gegevens
In 2002 bedroeg de totale oppervlakte van gemeente Czarna 78,11 km², waarvan:
- agrarisch gebied: 56%
- bossen: 36%

De gemeente beslaat 17,28% van de totale oppervlakte van de powiat.

## Demografie
Stand op 30 juni 2004:
| Omschrijving                   | Totaal | Totaal | Vrouwen | Vrouwen | Mannen | Mannen |
| ------------------------------ | ------ | ------ | ------- | ------- | ------ | ------ |
| eenheid                        | aantal | %      | aantal  | %       | aantal | %      |
| inwoners                       | 10 770 | 100    | 5568    | 51,7    | 5202   | 48,3   |
| bevolkingsdichtheid (inw./km²) | 137,9  | 137,9  | 71,3    | 71,3    | 66,6   | 66,6   |

In 2002 bedroeg het gemiddelde inkomen per inwoner 1266,71 zł.

## Administratieve plaatsen (sołectwo)
Czarna, Dąbrówki, Krzemienica, Medynia Głogowska, Medynia Łańcucka, Pogwizdów, Wola Mała, Zalesie.

## Aangrenzende gemeenten
Białobrzegi, Krasne, Łańcut, Łańcut, Rakszawa, Sokołów Małopolski, Trzebownisko, Żołynia